# Ir. M.A. Brinkman Vissergemaal
Het Ir. M.A. Brinkman Vissergemaal is een gemaal in de wijk Malburgen-West in de Nederlandse stad Arnhem. Het gemaal aan de Gelderse Rooslaan werd gebouwd in 1934 om de net ingedijkte Malburgsche Polder en de daarop geplande woonwijk Malburgen droog te houden. Tot de jaren '90 van de 20ste eeuw was het gemaal in gebruik waarna een lange periode van leegstand volgde. In 2017 is het gebouw in gebruik genomen als woning. 

## Gemaal
Het gemaal is deels in de Malburgsedijk ingebouwd en heeft een vloer van gewapend beton, gelegen op 7,50 meter boven NAP. De vloer met de elektromotoren ligt op 14,50 meter boven NAP. Het gemaal is vernoemd naar Brinkman Visser, directeur Gemeentewerken, die in 1934 overleed en opgevolgd werd door Van Muilwijk, die verantwoordelijk is voor het civiel ontwerp van het gemaal. Het architectonisch ontwerp is van gemeentearchitect J. van Biesen. Door aanpassingen in het watersysteem van Arnhem-Zuid verloor het gemaal eind 20ste eeuw zijn functie en dreigde het te worden gesloopt

## Woning
In 2016 werd het leegstaande pand aangekocht door Volkshuisvesting Arnhem. Het gebouw is verbouwd en geschikt gemaakt als sociale huurwoning. Kenmerkende objecten van de tijd dat het gebouw fungeerde als gemaal zijn bij de verbouwing zo veel mogelijk gespaard. Op 26 juli 2017 was de feestelijke opening. De nieuwe gebruikers hebben een deel van het pand ingericht als huiskamer-café & winkel voor de verkoop van gebruikte meubelen in samenwerking met de kringloopwinkel 2Switch. De gebruikers richten zich met het café vooral op de wijk Malburgen en haar bewoners. Omdat het een historisch object betreft heeft het pand ook een functie van museumwoning. Eenmaal per maand (laatste zondag) wordt het opengesteld voor publiek (met uitzondering van de vakantieperiodes) en zal tevens geopend zijn op de Open Monumentendag.